# Torque Shift System
Het Torque Shift System (TSS) is een systeem van MV Agusta-motorfietsen, gepresenteerd bij de introductie van de F4 1000-modellen in 2003. Het werkt op de carburateurs en zorgt voor variatie in het inlaattraject om zodoende betere prestaties in alle toerengebieden te krijgen.